# 圣特雷济尼亚-杜普罗格雷苏
圣特雷济尼亚-杜普罗格雷苏是巴西圣卡塔琳娜州的一个市镇。总面积118.997平方公里，总人口3044人，人口密度25.6人/平方公里。